# لیا گلدبرگ
لیا گلدبرگ (عبری: לאה גולדברג‎؛ ۲۹ مه ۱۹۱۱، کونیگسببرگ - پانزدهم ژانویه ۱۹۷۰، اورشلیم) شاعر، نویسنده، نمایشنامه نویس، مترجم ادبی و محقق ادبی تطبیقی زبان عبریاست.

## زندگی‌نامه
لیا گلدبرگ از یک خانواده یهودی لیتوانیایی در کاوناس متولد شد.
وقتی جنگ جهانی اول آغاز شد، گلدبرگ سه ساله مجبور شد با پدر و مادرش به امپراتوری روسیه فرار کند، جایی که آنها یک سال را در شرایط سخت گذراندند. در روسیه، مادر او پسری به نام امانوئل به دنیا آورد که قبل از رسیدن به اولین تولدش درگذشت.
طبق گزارش زندگینامه گلدبرگ، در سال ۱۹۳۸، هنگامی که خانواده در سال ۱۹۱۹ به کاوناس بازگشتند، یک گشت مرزی لیتوانی آنها را متوقف کرد و پدرش را به " جاسوس بلشویک " متهم کرد. وقتی سرانجام مرزبانان خانواده را رها کردند، پدر گلدبرگ در وضعیت روحی و روانی جدی قرار داشت. وی سرانجام توانایی خود را در عملکرد طبیعی از دست داد و کائوناس و خانواده‌اش را برای معالجه ترک کرد، هرچند که مشخص نیست سرنوشت او چه شد و چرا دیگر هرگز به خانواده خود بازگشت.

## حرفه ادبی

شعر لیا گلدبرگ Ha'omnam od yavo'u

گلدبرگ به عنوان معلم دبیرستان کار می‌کرد و زندگی خود را با نوشتن شعرهای تبلیغاتی تأمین می‌کرد تا اینکه به عنوان سردبیر در روزنامه‌های عبری داور و آل حمیشمر استخدام شد. وی همچنین به عنوان ویراستار کتاب کودک در انتشارات سیفریات پولیم کار می‌کرد، در حالی که نویسندگی نقد تئاتر و ستون‌های ادبی را نیز برعهده داشت. در سال ۱۹۵۴ وی مدرس ادبیات در دانشگاه عبری اورشلیم شد و در سال ۱۹۵۷ به عنوان مدرس ارشد و در سال ۱۹۶۳ به عنوان استاد کامل ارتقا یافت و به عنوان رئیس گروه ادبیات تطبیقی دانشگاه منصوب شد.
گلدبرگ شعر، نمایش و ادبیات کودکانه عبری می‌نوشت. کتاب‌های گلدبرگ برای کودکان ادبیات کلاسیک کودکان عبری زبان شده‌اند.

## سبک ادبی و تأثیرات
گلدبرگ به‌طور گسترده در شعرهای روسی، آلمانی و فرانسه خوانده شد. نمادگرایی و اکمیسم تأثیرات شدیدی بر سبک او داشتند. شعر او به دلیل انسجام و شفافیت و تأکید بر ایده‌ها نسبت به اشکال باروک قابل توجه است. نیلی گلد، محقق ادبیات عبری مدرن و ویراستار ترجمه انگلیسی کتاب " And This is the Light"، با عنوان کتابی دارای "زیبایی‌شناسی بالا، موسیقایی و ادغام بی‌نظیر عقل و انسانیت" گلدبرگ اشاره کرده‌است.

## تحسین منتقدین
گلدبرگ در سال ۱۹۴۹ جایزه روپین (برای جلد "آل هاپریخا") و در سال ۱۹۷۰ جایزه ادبیات اسرائیل را دریافت کرد.
گابریل پریل، هبراست آمریکایی، شعری در مورد گلدبرگ نوشت: «نبود لیا».
در سال ۲۰۱۱، گلدبرگ به عنوان یکی از چهار شاعر بزرگ اسرائیلی اعلام شد که تصویر روی اسکناس‌های اسرائیل ظاهر می‌شوند (همراه با راشل بلووشتاین، شاول چرنیچوفسکی و ناتن آلترمن).